# Artur Radziwiłł (ekonomista)
Artur Maciej Radziwiłł (ur. 26 września 1974 w Warszawie) – polski ekonomista, urzędnik państwowy i działacz organizacji międzynarodowych oraz gospodarczych, w latach 2014–2015 podsekretarz stanu w Ministerstwie Finansów i jednocześnie Główny Rzecznik Dyscypliny Finansów Publicznych i pełnomocnik rządu do spraw wprowadzenia euro przez Rzeczpospolitą Polską oraz w 2015 pełnomocnik rządu do spraw wspierania reform na Ukrainie.

## Życiorys
Ukończył VI Liceum Ogólnokształcące im. Tadeusza Reytana w Warszawie (1993). Absolwent studiów z ekonomii międzynarodowej na Uniwersytecie Sussex (1997) i ekonomicznych na Uniwersytecie Warszawskim (1998). Uczestniczył w studiach doktoranckich na University of London (2003–2008) oraz w czteroletnim kursie „Columbia Program” prowadzonym we współpracy z Uniwersytetem Columbia. Specjalizował się w zakresie finansów publicznych, rynku pracy, transformacji i integracji monetarnej.
Od 1998 związany z Fundacją CASE (Center for Social and Economic Research), angażując się w projekty makroekonomiczne w krajach postkomunistycznych: Armenii, Azerbejdżanie, Rumunii, Kazachstanie, Ukrainie. Od 1998 do 1999 doradca rządu Mołdawii. Doszedł do stanowiska wiceprezesa zarządu CASE, które pełnił od 2004 do 2007. W latach 2008–2009 pracował w McKinsey & Company. Od 2009 do 2014 kierował wydziałem w Organizacji Współpracy Gospodarczej i Rozwoju. Był pracownikiem Banku Światowego, a także Międzynarodowej Organizacji Pracy, Niemieckiej Agencji Pomocy Technicznej i Globalnej Sieci Rozwoju.
7 maja 2014 powołany na stanowisko podsekretarza stanu w Ministerstwie Finansów, odpowiedzialnego za wydatki budżetowe. Następnie obejmował jednocześnie inne posady rządowe: Głównego Rzecznika Dyscypliny Finansów Publicznych (10 czerwca 2014), Pełnomocnika Rządu do Spraw Wprowadzenia Euro przez Rzeczpospolitą Polską (3 lipca 2014) oraz Pełnomocnika Rządu do Spraw Wspierania Reform na Ukrainie (19 marca 2015). 26 listopada 2015 zakończył pełnienie wszystkich tych funkcji (jednocześnie z jego dymisją zlikwidowano fotel pełnomocnika rządu ds. wprowadzenia euro).
W styczniu 2016 rozpoczął pracę w Europejskim Banku Odbudowy i Rozwoju jako dyrektor do spraw analizy ekonomicznej i polityki zagranicznej.

## Życie prywatne
Pochodzi z rodziny szlacheckiej pieczętującej się herbem Trąby. Jest synem Macieja Mikołaja Antoniego Radziwiłła i Stanisławy Janiny z domu Szczepek. W 2008 zawarł związek małżeński z Sylwią Marią Thomas, z którą ma troje dzieci: syna Macieja Ferdynanda (ur. 2011) oraz córki Konstancję Marię (ur. 2010) i Annę Teklę (ur. 2017). Zna języki rosyjski, angielski i francuski.